# Stadio Alfiero Moretti
Lo Stadio Alfiero Moretti è l'impianto di calcio del comune di Cesenatico, sede fino al 2011 degli incontri della squadra locale.

## Storia
Stadio di scarsa rilevanza nel panorama calcistico (la squadra di Cesenatico ha giocato solo 4 campionati in serie C2), riveste invece importanza storica per il football americano in quanto teatro dell'edizione del 1995 del Superbowl italiano e di quella del 2002 del SilverBowl.
Nel 1995 ospitò anche un incontro di AFLE.

## Incontri principali

### Superbowl italiano 1995
| Cesenatico 24 giugno 1995 | Frogs Legnano | 32 – 26 (3-3 7-10 13-6 9-7) | Gladiatori Roma | Stadio Alfiero Moretti (3000 spett.) |

### AFLE 1995
| Cesenatico 29 luglio 1995 10ª giornata | Lions Bergamo | 8 – 14 | Stockholm Nordic Vikings | Stadio Alfiero Moretti |

### Silverbowl 2002
| Cesenatico 24 giugno 2002 | Guelfi Firenze | 20 – 26 (0-7 8-19 0-0 12-0) | Titans Romagna | Stadio Alfiero Moretti |